# اچ‌ام‌اس وینچستر (۱۷۴۴)
اچ‌ام‌اس وینچستر (۱۷۴۴) (به انگلیسی: HMS Winchester (1744)) یک کشتی بود که طول آن ۱۴۰ فوت (۴۲٫۷ متر) بود. این کشتی در سال ۱۷۴۴ ساخته شد.